# Marcela Prieto
Marcela Prieto (Aguascalientes, 11 de marzo de 1992) es una ciclista de ruta mexicana que representó a México en los Juegos Olímpicos de París 2024 en ciclismo de ruta y kayak.

## Trayectoria deportiva
Durante su participación en los Juegos Olímpicos 2024, la ciclista sufrió una caída que le impidió concluir en tiempo la competencia.
Además de participar en ciclismo de montaña, la deportista olímpica, compitió en kayak individual, en donde fue eliminada en la segunda carrera tras terminar en el lugar 25.

## Palmarés
| Año  | Lugar       | Medalla           | Competencia                                    |
| ---- | ----------- | ----------------- | ---------------------------------------------- |
| 2023 | Pinos Altos | Medalla de plata  | Tour de Gila                                   |
| 2022 | Wollongong  | Medalla de oro    | Campeonato Mundial de Ciclismo en Ruta de 2022 |
| 2019 | Costa Rica  | Medalla de plata  | Vuelta Tica Internacional                      |
| 2018 | Colombia    | Medalla de bronce | Vuelta a Colombia Femenina                     |
| 2018 | Guatemala   | Medalla de oro    | Vuelta Femenina a Guatemala                    |
| 2018 | Costa Rica  | Medalla de oro    | Vuelta Internacional a Costa Rica              |

## Premios y reconocimientos
- En 2023, fue declarada por la Unión Ciclista Internacional como la mejor de la República Mexicana.[8]